# (8139) Paulabell
(8139) Paulabell est un astéroïde de la ceinture principale.

## Description
(8139) Paulabell est un astéroïde de la ceinture principale. Il fut découvert le 31 octobre 1980 à l'observatoire Palomar par Schelte J. Bus. Il présente une orbite caractérisée par un demi-grand axe de 2,25 UA, une excentricité de 0,10 et une inclinaison de 4,8° par rapport à l'écliptique.

## Compléments